# Emilio de Llera
Emilio de Llera Suárez-Bárcena (Badajoz, 1951) es un fiscal español, exconsejero de Justicia e Interior de la Junta de Andalucía.

## Estudios
Emilio de Llera es doctor en Derecho por la Universidad de Sevilla. Ingresó en la carrera fiscal en 1979 y ha desarrollado su carrera en las Audiencias de Bilbao, Badajoz y Sevilla, donde se trasladó en 1983 y donde desempeñaba el cargo de Fiscal Decano de la Fiscalía Provincial hasta su nombramiento como consejero. 
De Llera ha sido profesor del Departamento de Derecho Penal y Procesal de la Universidad de Sevilla y del Instituto Interuniversitario Andaluz de Criminología. Es autor de manuales, monografías y trabajos científicos en materias jurídicas tanto procesales como policiales, ha participado en distintos planes de formación de las Fuerzas y Cuerpos de Seguridad y de las Unidades de Policía Judicial. Asimismo, es codirector de la web Servicio Integrado de Actuación Policial (Siapol), que utilizan tanto el Cuerpo Nacional de Policía como numerosas policías locales y autonómicas.

## Carrera
Especializado en delitos económicos, Emilio de Llera fue representante de la Fiscalía General del Estado en la Comisión de Estudio y Coordinación para la puesta en marcha de juicios rápidos con vistas a la Exposición Universal de 1992. En 2005 formó parte del órgano de asesoramiento técnico del Ministerio de Justicia para reforma global de la Ley de Enjuiciamiento Criminal.
Ha intervenido también en distintos programas internacionales de cooperación judicial y policial de la ONU, la Comisión Europea y la Conferencia de Ministros de Justicia de Iberoamérica. 
En 1993 el Ministerio de Justicia le otorgó la Cruz Distinguida de 1ª Clase de la Orden de San Raimundo de Peñafort, con la que se reconoce el trabajo de los miembros de la Administración de Justicia. El mismo año recibió la Cruz al Mérito Policial con Distintivo Blanco.